# Hotel am Bayrischen Platz

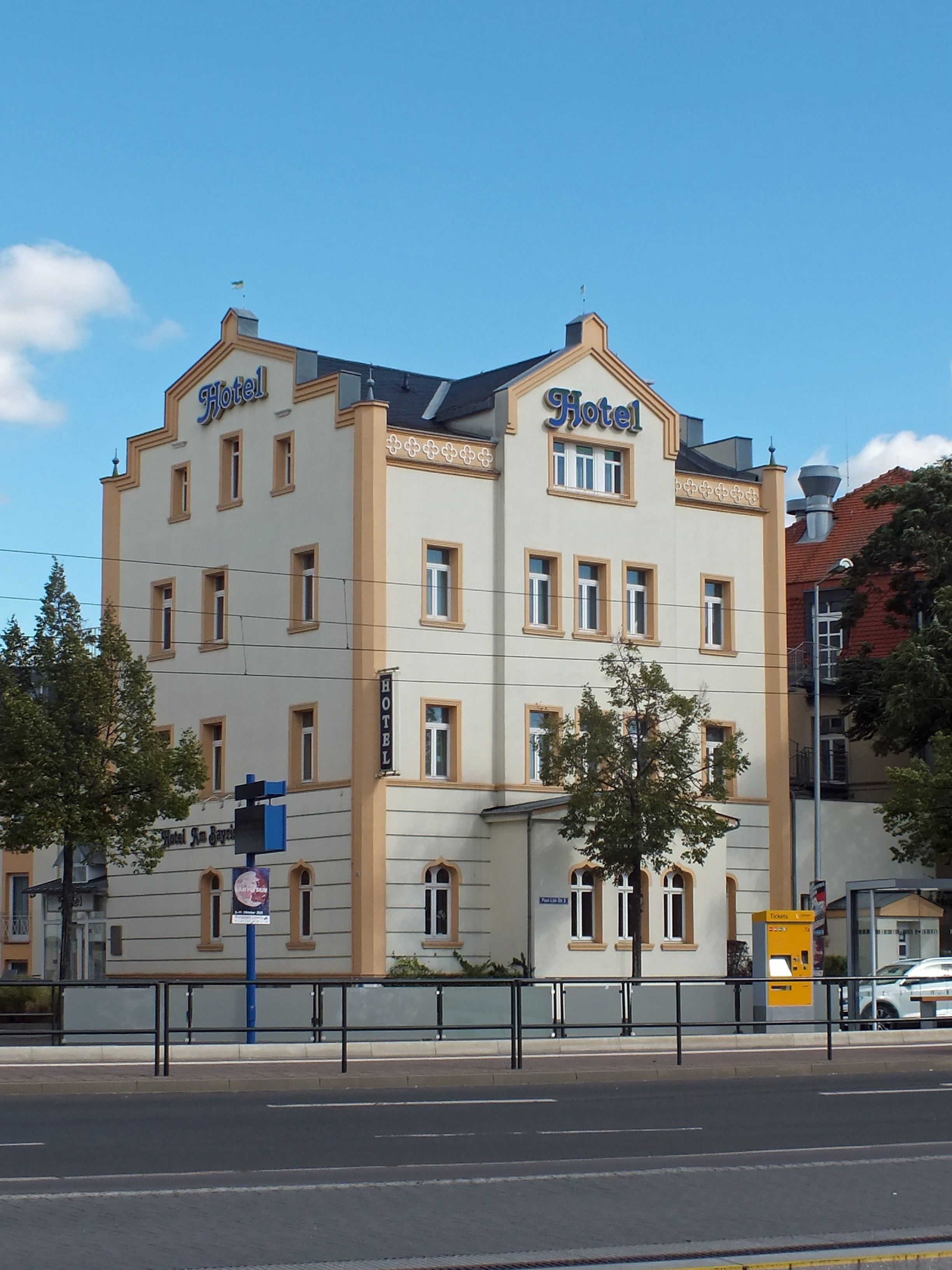
Hotel am Bayrischen Platz, früher Hotel Hochstein (2020)

Das Hotel am Bayrischen Platz (früher Hotel Hochstein) ist ein seit über 150 Jahren existierendes Hotel im Leipziger Ortsteil Zentrum-Südost in der Nähe des Bayerischen Bahnhofs mit der Adresse Paul-List-Straße 5, unmittelbar an den Bayrischen Platz anschließend. Der spätklassizistische Bau steht unter Denkmalschutz.

## Geschichte
Im Jahr 1844 war der Bayerische Bahnhof fertiggestellt worden, sodass ein Hotel in seiner Nähe erfolgversprechend schien. Für die Fertigstellung des Hotels finden sich verschiedene Jahreszahlen. Nach mindestens zwei Vorbesitzern erwarb es 1872 Louis-Ferdinand Hochstein, der es zehn Jahre führte und dem es seinen langjährigen Namen verdankte. Wegen seines großen Gartenrestaurants und seiner Weinstube war das „Hochstein“ auch bei den Leipzigern beliebt.

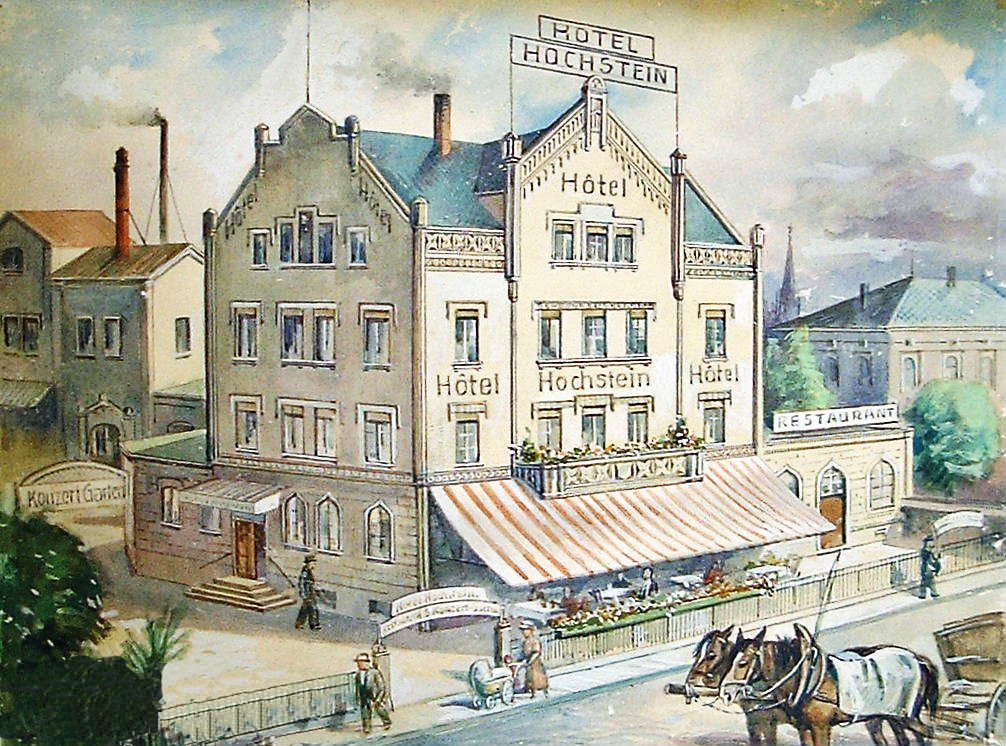
Hotel Hochstein um 1900
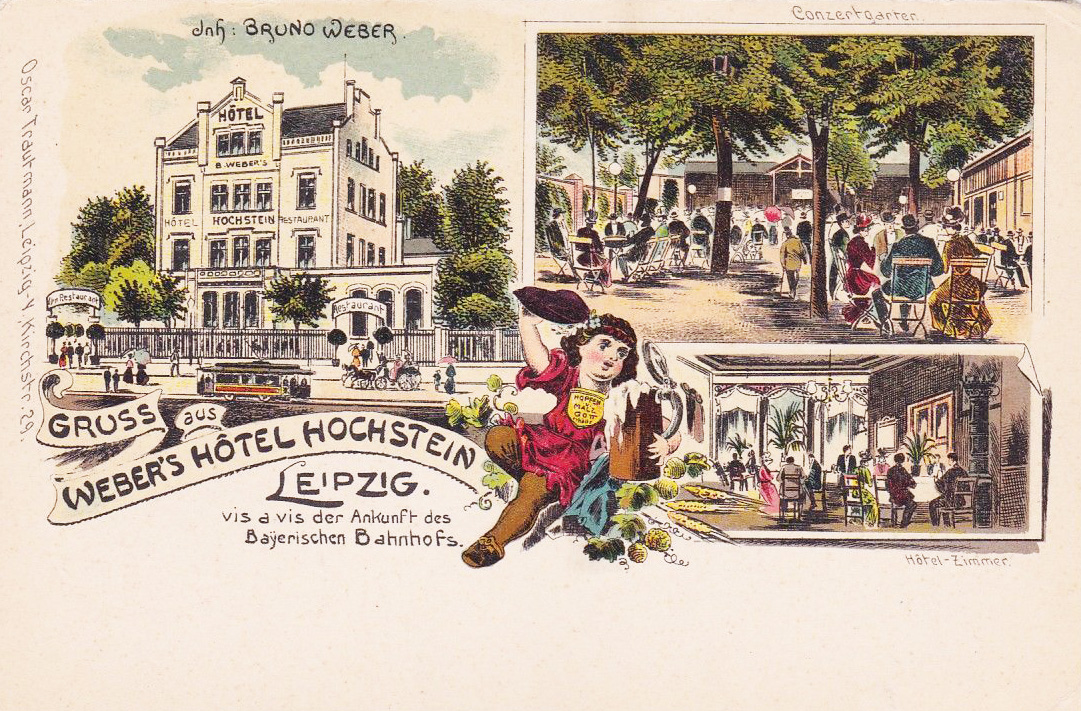
Werbepostkarte (um 1900)
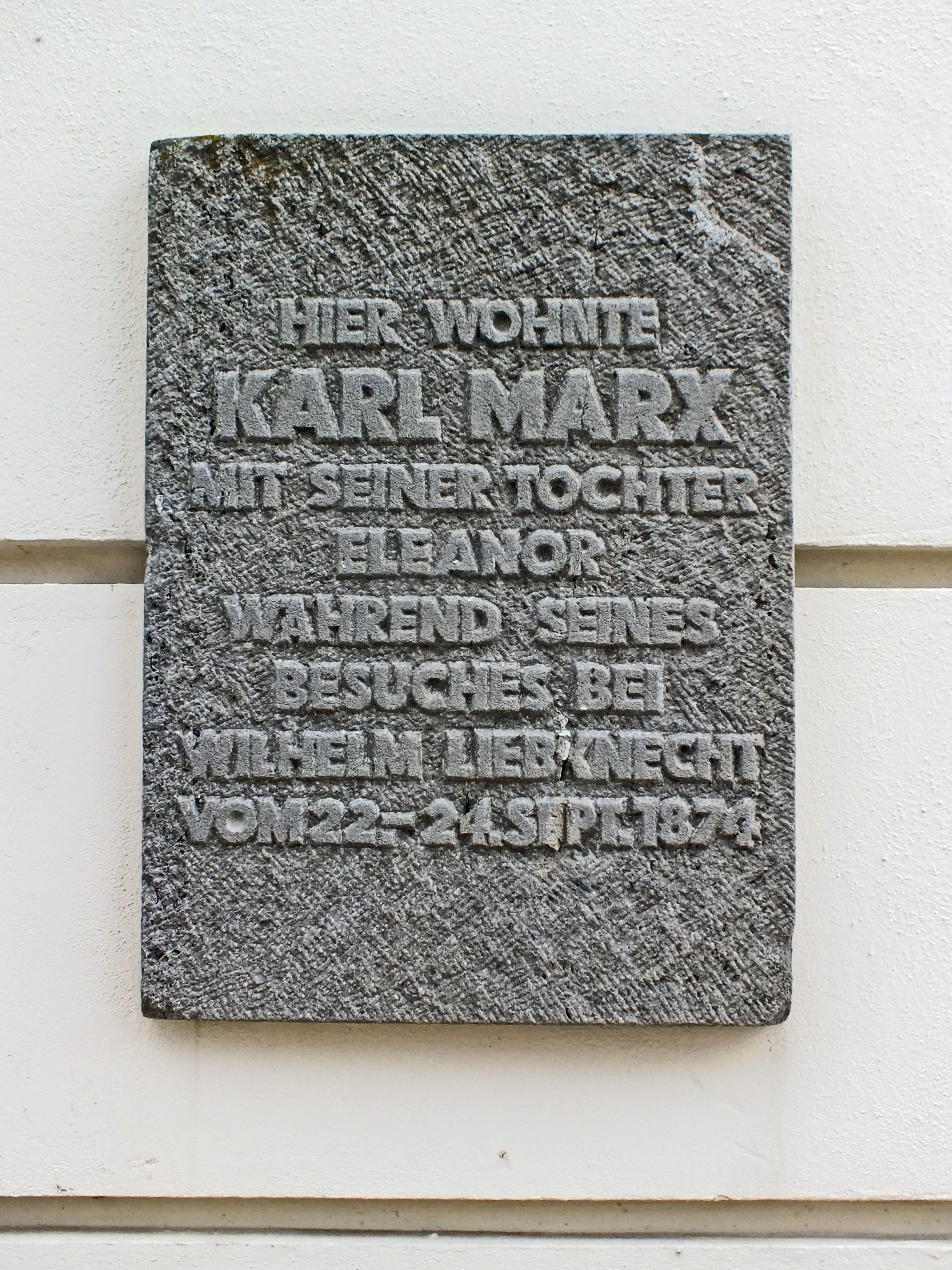
Tafel zum Marx-Besuch

1874 beherbergte das Haus einen bedeutenden Gast. Karl Marx (1818–1883) kam am 22. September auf der Rückreise von einer Kur in Karlsbad mit seiner Tochter Eleanor (1855–1898) am Bayrischen Bahnhof an und stieg im Hotel Hochstein für zwei Nächte ab. Er wollte den damals dreijährigen Karl Liebknecht (1871–1919) kennenlernen, dessen Taufpate er in Abwesenheit 1871 geworden war. An diesen Aufenthalt erinnert eine Tafel am Hotel.
Nach weiteren fünf Besitzern, wie August Mattisch und Max Passig, ging das Haus 1949 an die Stadt Leipzig. Die Bewirtschaftung besorgte die staatliche Handelsorganisation (HO).
1995 übernahm die Familie Groß aus Frankfurt am Main das Haus und führte es nach zweijähriger umfassender Sanierung bis 2014. Seitdem betreibt es die MTVB Gastronomie und Hotels GmbH, die auch den Namen des Hauses änderte.

## Beschreibung
Das Hotel am Bayrischen Platz ist ein dreigeschossiger Bau zuzüglich eines ausgebauten Dachgeschosses. Die Ecken sind säulenartig betont. Die Straßenfront besitzt eine mit einem Vorbau versehene flache Lisene, die in einem Zwerchhaus endet. Das Satteldach wird von gestuften Giebeln begrenzt.
Nach Osten schließt sich ein eingeschossiger Anbau mit einem wegen des Grundstücksverlaufs keilförmigen Grundriss an und nach der Hofseite ein dreigeschossiger Anbau mit ausgebautem Dachgeschoss.
Das Hotel wirbt mit der Möglichkeit der Übernachtung in dem von Karl Marx genutzten Zimmer mit historischer Ausstattung.